# Eurocopa Sub-21 de 2009
La Eurocopa Sub-21 de 2009 fue la 28.a edición del torneo de fútbol en el cual participaron selecciones con jugadores nacidos a partir del 1 de enero de 1986. Se inició el 15 de junio de 2009 y finalizó el 29 de junio del mismo año. La sede fue Suecia y participaron ocho equipos que avanzaron después de jugar la eliminatoria previa.

## Equipos participantes

### Fase de grupos
Las 51 selecciones afiliadas a la UEFA fueron divididas en 10 grupos de clasificación. Esta fase se jugó entre el 31 de mayo de 2008 y el 10 de septiembre de 2008.
| Grupo 1 Italia Croacia Grecia Albania Azerbaiyán Islas Feroe | Grupo 2 República Checa Ucrania Turquía Armenia Liechtenstein | Grupo 3 Portugal Inglaterra Bulgaria Irlanda Montenegro | Grupo 4 España Rusia Polonia Georgia Kazajistán               | Grupo 5 Países Bajos Suiza Noruega Macedonia del Norte Estonia |
| Grupo 6 Dinamarca Eslovenia Lituania Finlandia Escocia       | Grupo 7 Bélgica Eslovaquia Islandia Austria Chipre            | Grupo 8 Serbia Hungría Bielorrusia Letonia San Marino   | Grupo 9 Alemania Israel Moldavia Irlanda del Norte Luxemburgo | Grupo 10 Francia Rumania Bosnia y Herzegovina Gales Malta      |

### Fase final clasificatoria
Los 10 ganadores de cada grupo y los cuatro mejores segundos se enfrentaron en partidos de ida y vuelta para definir a los siete países que acompañarían a Suecia (país organizador) en la fase final del torneo. Los partidos se jugaron en octubre de 2008.
| Equipo 1  | Resultado  | Equipo 2    | Ida | Vuelta |
| --------- | ---------- | ----------- | --- | ------ |
| Alemania  | 2:1        | Francia     | 1:1 | 1:0    |
| Dinamarca | 0:2        | Serbia      | 0:1 | 0:1    |
| Turquía   | 1:2        | Bielorrusia | 1:0 | 0:2    |
| Austria   | 3:3 (pen)  | Finlandia   | 2:1 | 1:2    |
| Gales     | 4:5        | Inglaterra  | 2:3 | 2:2    |
| Italia    | 3:1        | Israel      | 0:0 | 3:1    |
| Suiza     | 3:4 (t.e.) | España      | 2:1 | 1:3    |

### Equipos clasificados
| Equipos participantes | Equipos participantes | Equipos participantes | Equipos participantes |
| --------------------- | --------------------- | --------------------- | --------------------- |
| Alemania              | España                | Inglaterra            | Serbia                |
| Bielorrusia           | Finlandia             | Italia                | Suecia                |

## Torneo final

### Sedes
- La Asociación Sueca de Fútbol designo cuatro sedes para este torneo.
| Malmö             | Gotemburgo        | Helsingborg       | Halmstad            |
| ----------------- | ----------------- | ----------------- | ------------------- |
| Swedbank Stadion  | Gamla Ullevi      | Estadio Olimpia   | Estadio Örjans Vall |
| Capacidad: 24,000 | Capacidad: 18,800 | Capacidad: 17,000 | Capacidad: 15,300   |
|                   |                   |                   |                     |

### Primera fase
- Los horarios corresponden a la hora de Suecia (CEST; UTC+2)

Leyenda: Pts: Puntos; PJ: Partidos jugados; PG: Partidos ganados; PE: Partidos empatados; PP: Partidos perdidos; GF: Goles a favor; GC: Goles en contra; DIF: Diferencia de goles.

#### Grupo A
| Equipo      | Pts | PJ | PG | PE | PP | GF | GC | DIF |
| ----------- | --- | -- | -- | -- | -- | -- | -- | --- |
| Italia      | 7   | 3  | 2  | 1  | 0  | 4  | 2  | 2   |
| Suecia      | 6   | 3  | 2  | 0  | 1  | 9  | 4  | 5   |
| Serbia      | 2   | 3  | 0  | 2  | 1  | 1  | 3  | -2  |
| Bielorrusia | 1   | 3  | 0  | 1  | 2  | 2  | 7  | -5  |

| 16 de junio de 2009, 18:15 | Suecia                                                     | 5:1 (3:0) | Bielorrusia | Swedbank Stadion, Malmö                                               |                                                                       |
|                            | Martynovich 35' (a.g.) · Berg 38', 44', 81' · Svensson 89' | Reporte   | Kislyak 32' | Asistencia: 14.623 espectadores Árbitro(s): Claudio Circhetta (Suiza) | Asistencia: 14.623 espectadores Árbitro(s): Claudio Circhetta (Suiza) |

| 16 de junio de 2009, 20:45 | Italia | 0:0     | Serbia | Estadio Olimpia, Helsingborg                                        |                                                                     |
|                            |        | Reporte |        | Asistencia: 7.158 espectadores Árbitro(s): Pedro Proença (Portugal) | Asistencia: 7.158 espectadores Árbitro(s): Pedro Proença (Portugal) |

| 19 de junio de 2009, 16:00 | Suecia       | 1:2 (0:1) | Italia                          | Estadio Olimpia, Helsingborg       |                                    |
|                            | Toivonen 89' | Reporte   | Balotelli 23' · Acquafresca 53' | Árbitro(s): Tony Chapron (Francia) | Árbitro(s): Tony Chapron (Francia) |

| 19 de junio de 2009, 18:15 | Bielorrusia | 0:0     | Serbia | Swedbank Stadion, Malmö            |                                    |
|                            |             | Reporte |        | Árbitro(s): Cüneyt Çakir (Turquía) | Árbitro(s): Cüneyt Çakir (Turquía) |

| 23 de junio de 2009, 20:45 | Serbia    | 1:3 (1:3) | Suecia                             | Swedbank Stadion, Malmö              |                                      |
|                            | Kačar 27' | Reporte   | Berg 7', 15' (pen.) · Toivonen 29' | Árbitro(s): Pedro Proença (Portugal) | Árbitro(s): Pedro Proença (Portugal) |

| 23 de junio de 2009, 20:45 | Bielorrusia | 1:2 (1:1) | Italia                        | Estadio Olimpia, Helsingborg          |                                       |
|                            | Kislyak 45' | Reporte   | Acquafresca 45+3' (pen.), 75' | Árbitro(s): Claudio Circhetta (Suiza) | Árbitro(s): Claudio Circhetta (Suiza) |

#### Grupo B
| Equipo     | Pts | PJ | PG | PE | PP | GF | GC | DIF |
| ---------- | --- | -- | -- | -- | -- | -- | -- | --- |
| Inglaterra | 7   | 3  | 2  | 1  | 0  | 5  | 2  | 3   |
| Alemania   | 5   | 3  | 1  | 2  | 0  | 3  | 1  | 2   |
| España     | 4   | 3  | 1  | 1  | 1  | 2  | 2  | 0   |
| Finlandia  | 0   | 3  | 0  | 0  | 3  | 1  | 6  | -5  |

| 15 de junio de 2009, 18:15 | Inglaterra                    | 2:1 (1:1) | Finlandia        | Estadio Örjans Vall, Halmstad                                     |                                                                   |
|                            | Cattermole 15' · Richards 53' | Reporte   | Sparv 33' (pen.) | Asistencia: 6.828 espectadores Árbitro(s): Cüneyt Çakir (Turquía) | Asistencia: 6.828 espectadores Árbitro(s): Cüneyt Çakir (Turquía) |

| 15 de junio de 2009, 20:45 | España | 0:0     | Alemania | Gamla Ullevi, Gotemburgo                                           |                                                                    |
|                            |        | Reporte |          | Asistencia: 15.827 espectadores Árbitro(s): Tony Chapron (Francia) | Asistencia: 15.827 espectadores Árbitro(s): Tony Chapron (Francia) |

| 18 de junio de 2009, 18:15 | Alemania                  | 2:0 (0:0) | Finlandia | Estadio Örjans Vall, Halmstad           |                                         |
|                            | Höwedes 59' · Dejagah 61' | Reporte   |           | Árbitro(s): Peter Rasmussen (Dinamarca) | Árbitro(s): Peter Rasmussen (Dinamarca) |

| 18 de junio de 2009, 20:45 | España | 0:2 (0:0) | Inglaterra                | Gamla Ullevi, Gotemburgo                 |                                          |
|                            |        | Reporte   | Campbell 67' · Milner 73' | Árbitro(s): Bjorn Kuipers (Países Bajos) | Árbitro(s): Bjorn Kuipers (Países Bajos) |

| 22 de junio de 2009, 20:45 | Finlandia | 0:2 (0:1) | España                  | Gamla Ullevi, Gotemburgo                 |                                          |
|                            |           | Reporte   | Torrejón 29' · León 55' | Árbitro(s): Bjorn Kuipers (Países Bajos) | Árbitro(s): Bjorn Kuipers (Países Bajos) |

| 22 de junio de 2009, 20:45 | Alemania  | 1:1 (1:1) | Inglaterra  | Estadio Örjans Vall, Halmstad           |                                         |
|                            | Castro 5' | Reporte   | Rodwell 30' | Árbitro(s): Peter Rasmussen (Dinamarca) | Árbitro(s): Peter Rasmussen (Dinamarca) |

### Segunda fase
|  | Semifinales              | Semifinales |   |  | Final              | Final |  |
|  |                          |             |   |  |                    |       |  |
|  | Gotemburgo, 26 de junio  |             |   |  |                    |       |  |
|  | Italia                   | 0           |   |  |                    |       |  |
|  | Alemania                 | 1           |   |  |                    |       |  |
|  |                          |             |   |  |                    |       |  |
|  |                          |             |   |  | Malmö, 29 de junio |       |  |
|  |                          |             |   |  | Alemania           | 4     |  |
|  |                          | Inglaterra  | 0 |  |                    |       |  |
|  |                          |             |   |  |                    |       |  |
|  |                          |             |   |  |                    |       |  |
|  |                          |             |   |  |                    |       |  |
|  | Helsingborg, 26 de junio |             |   |  |                    |       |  |
|  | Inglaterra (p.)          | 3 (5)       |   |  |                    |       |  |
|  | Suecia                   | 3 (4)       |   |  |                    |       |  |

#### Semifinales
| 26 de junio de 2009 | Italia | 0:1 (0:0) | Alemania | Gamla Ullevi, Gotemburgo                                            |                                                                     |
|                     |        | Reporte   | Beck 48' | Asistencia: 8.094 espectadores Árbitro(s): Pedro Proença (Portugal) | Asistencia: 8.094 espectadores Árbitro(s): Pedro Proença (Portugal) |

| 26 de junio de 2009 | Inglaterra                                               | 3:3 (3:0, 3:3) (5:4 p.)    | Suecia                                                   | Estadio Olimpia, Helsingborg                                       |                                                                    |
|                     | - Cranie 1' - Onuoha 27' - Bjärsmyr 38' (a.g.)           | Reporte                    | - Berg 68', 81' - Toivonen 75'                           | Asistencia: 16.385 espectadores Árbitro(s): Cüneyt Çakir (Turquía) | Asistencia: 16.385 espectadores Árbitro(s): Cüneyt Çakir (Turquía) |
|                     |                                                          | Tiros desde el punto penal |                                                          |                                                                    |                                                                    |
|                     | - Milner - Hart - Cattermole - Johnson - Walcott - Gibbs |                            | - Berg - Elm - Bjärsmyr - Lustig - R. Bengtsson - Molins |                                                                    |                                                                    |

#### Final
| 29 de junio de 2009 | Alemania                                | 4:0 (1:0) | Inglaterra | Swedbank Stadion, Malmö                  |                                          |
|                     | Castro 23' · Özil 48' · Wagner 79', 84' | Reporte   |            | Árbitro(s): Bjorn Kuipers (Países Bajos) | Árbitro(s): Bjorn Kuipers (Países Bajos) |

| Bandera de Alemania |
| Campeón             |
| Alemania            |
| 1.o título          |

## Goleadores
| Jugador            | Selección   | Goles |
| ------------------ | ----------- | ----- |
| Marcus Berg        | Suecia      | 7     |
| Robert Acquafresca | Italia      | 3     |
| Ola Toivonen       | Suecia      | 3     |
| Gonzalo Castro     | Alemania    | 2     |
| Sandro Wagner      | Alemania    | 2     |
| Syarhey Kislyak    | Bielorrusia | 2     |